# ケル・アナスン
- ケル・アンデルセン

ケル・ユル・アナスン（デンマーク語: Keld Jul Andersen、1946年3月4日 - ）は、デンマークのハンドボール選手。1972年夏季オリンピックに出場した。
ハンドボルド・リーガエンのIFスチャーネン（IF Stjernen）に所属し、1972-1973年のシーズンにはリーグ2位の得点をあげた。1972年、ハンドボールデンマーク代表としてミュンヘンオリンピックに参加し、5試合全てに出場し7ゴールを決め、チームは13位だった。デンマークのハンドボールの歴史の中で最も有名な人物のひとりで、2007年にデンマークスポーツ殿堂入りしたアニャ・アナスンの父親である。